# Qalandar-e Lakī
Qalandar-e Lakī (persiska: قلندر لکی) är en ort i Iran.   Den ligger i provinsen Kermanshah, i den västra delen av landet, 400 km väster om huvudstaden Teheran. Qalandar-e Lakī ligger 1 383 meter över havet och antalet invånare är 254.
Terrängen runt Qalandar-e Lakī är varierad.Runt Qalandar-e Lakī är det ganska tätbefolkat, med 185 invånare per kvadratkilometer. Närmaste större samhälle är Kermānshāh, 19,1 km nordost om Qalandar-e Lakī. Omgivningarna runt Qalandar-e Lakī är i huvudsak ett öppet busklandskap.